# Kreis Königs Wusterhausen
Der Kreis Königs Wusterhausen war ein Landkreis im Bezirk Potsdam der DDR. Von 1990 bis 1993 bestand er als Landkreis Königs Wusterhausen im Land Brandenburg fort. Sein Gebiet liegt heute im Landkreis Dahme-Spreewald in Brandenburg. Der Sitz der Kreisverwaltung befand sich in Königs Wusterhausen.

## Geographie

### Nachbarkreise
Der Kreis Königs Wusterhausen grenzte im Norden an die West-Berliner Bezirke Neukölln und Tempelhof sowie an die Ost-Berliner Stadtbezirke Treptow und Köpenick, im Nordosten und Osten an die Kreise Fürstenwalde und Beeskow, im Süden an den Kreis Lübben und im Westen an den Kreis Zossen.

## Geschichte
Am 25. Juli 1952 kam es in der DDR zu einer umfassenden Verwaltungsreform, bei der unter anderem die Länder ihre Bedeutung verloren und neue Bezirke gebildet wurden. Aus Teilen der damaligen Landkreise Fürstenwalde und Teltow wurde der neue Kreis Königs Wusterhausen mit Sitz in Königs Wusterhausen gebildet. Der Kreis wurde dem neuen Bezirk Potsdam zugeordnet.
Am 17. Mai 1990 wurde der Kreis in Landkreis Königs Wusterhausen umbenannt. Anlässlich der Wiedervereinigung der beiden deutschen Staaten wurde der Landkreis Königs Wusterhausen 1990 dem wiedergegründeten Land Brandenburg zugesprochen. Bei der Kreisreform, die am 6. Dezember 1993 in Kraft trat, ging er im neuen Landkreis Dahme-Spreewald auf.

### Einwohnerentwicklung
| Jahr      | 1960   | 1971   | 1981   | 1989   |
| Einwohner | 89.093 | 87.089 | 87.594 | 85.832 |

## Politik

### Kreisleitung
Die Ersten Sekretäre der Kreisleitung der SED im Kreis Königs Wusterhausen waren:
- 1952–1953: Horstmann
- 1953:–1953 Herbert Tzschoppe
- 1953:–1953 Adolf Knorr
- 1953–1957: Hans Mickinn
- 1957–1960: Erhard Klix
- 1960–1964: Werner Scholz
- 1964–1969: Heinz Liebsch
- 1969–1976: Claus Stoof
- 1976–1987: Vera Bergmann
- 1987–1989: Karl-Heinz Holz
- 1989:–1989 Joachim Kühn

## Wirtschaft
Bedeutende Betriebe waren unter anderem
- VEB Frischeier- und Broilerproduktion Königs Wusterhausen (Kombinat Industrielle Tierproduktion); früher Kombinat Industrielle Mast
- VEB Schwermaschinenbau „Heinrich Rau“ Wildau (Schwermaschinenbau-Kombinat „Ernst Thälmann“)
- VEB Untergrundspeicher Mittenwalde (Kombinat Gasanlagen)
- VEB Lehrgeräte- und Reparaturwerk Mittenwalde (Kombinat Spezialtechnik)
- VEB Likörfabrik Zernsdorf (Getränkekombinat Potsdam)
- VEB Beton- und Dachstoffwerk Zernsdorf
- VEB Schuhleisten Zernsdorf
- VEB Sand- und Mörtelwerk Niederlehme

## Verkehr
Mit dem Flughafen Berlin-Schönefeld lag der wichtigste Flughafen der DDR im Kreis Königs Wusterhausen.
Der Kreis war durch den Berliner Ring und die Autobahn Berlin–Dresden in das Autobahnnetz der DDR eingebunden. Beide Autobahnen waren im Schönefelder Kreuz miteinander verknüpft. Dem überregionalen Straßenverkehr dienten außerdem die F 179 von Berlin über Königs Wusterhausen Richtung Lübben und  die F 246 von Eisenhüttenstadt über Mittenwalde nach Magdeburg.
Der Kreis Königs Wusterhausen war über den Berliner Außenring sowie die Strecken Berlin–Königs Wusterhausen–Cottbus und Königs Wusterhausen–Grunow mit dem Eisenbahnnetz der DDR  verknüpft. Schönefeld, Eichwalde, Zeuthen, Wildau und Königs Wusterhausen wurden außerdem von der Berliner S-Bahn bedient.

## Städte und Gemeinden
1952 bei der Bildung des Kreises hatte der Kreis Königs Wusterhausen 61 Gemeinden, die durch Eingemeindungen auf 48 Gemeinden bis zu seiner Auflösung 1993 reduziert worden waren. Kolberg war zwischenzeitlich nach Prieros eingegliedert worden, erhielt 1990 wieder seine Selbständigkeit.
- Bestensee (1938 wurde Kleinbesten in Großbesten eingemeindet, danach Gesamtgemeinde Bestensee genannt) mit Ortsteil Marienhof (seit 1965)
- Bindow
  - Birkholz bei Märkisch Buchholz mit Ortsteil Klein Wasserburg (1974 in Münchehofe eingemeindet)
- Blossin
- Briesen
- Brusendorf mit Ortsteil Boddinsfelde (seit 1950)
- Dannenreich mit den Ortsteilen Wenzlow und Friedrichshof (1973)
  - Deutsch Wusterhausen (1974 nach Königs Wusterhausen eingemeindet)
- Diepensee
- Dolgenbrodt
  - Egsdorf (seit 1974 Ortsteil von Teupitz)
- Eichwalde (seit 1893, vorher Gutsbezirk Radeland)
- Freidorf
- Friedersdorf
  - Friedrichshof mit Ortsteil Wenzlow (seit 1902) (1965 in Dannenreich eingemeindet)
- Gallun
- Gräbendorf mit den Wohnplätzen Dubrow (seit 1928) und Frauensee (seit 1929)
- Groß Köris (ab 1970 mit den Ortsteilen Klein Köris und Neubrück)
- Großziethen mit Ortsteil Kleinziethen (seit 1928)
- Gussow mit Ortsteil Friedrichsbauhof (1970)
- Halbe (seit 1974 mit Ortsteil Teurow)
  - Hermsdorf (1974 nach Münchehofe eingemeindet)
- Kablow
  - Kablow-Ziegelei mit Wohnplatz Uckley, auch Uklei (1965 nach Zernsdorf eingemeindet)
- Kiekebusch mit Ortsteil Karlshof (seit 1928)
  - Klein Köris mit Ortsteil Neubrück (seit 1929)(1970 nach Größ Köris eingemeindet)
- Königs Wusterhausen mit Ortsteil Neue Mühle, Deutsch Wusterhausen (seit 1974)
  - Köthen mit Ortsteil Neuköthen (1974 in die Gemeinde Märkisch Buchholz eingemeindet)
  - Kolberg (1974 in Prieros eingemeindet, 1990 wieder ausgegliedert)
  - Krummensee mit Ortsteil Marienhof (seit 1928) (1965 wurde Krummensee nach Schenkendorf eingemeindet, das Vorwerk bzw. der Ortsteil Marienhof ging an Bestensee)
- Löpten mit den Wohnplätzen Hammer und Klein Hammer
- Märkisch Buchholz mit Ortsteil Köthen (ab 1974)
  - Miersdorf (1957 nach Zeuthen eingemeindet)
- Mittenwalde
- Motzen (1970 mit Ortsteil Motzenmühle)
- Münchehofe mit Ortsteil Hermsdorf (seit 1974) und Birkholz (seit 1974)
  - Neuendorf bei Teupitz (1970 nach Teupitz eingemeindet)
- Niederlehme
- Oderin
- Pätz mit Ortsteil Liepe (seit 1970, vorher Wohnplatz)
- Prieros mit Ortsteil Kolberg (seit 1974, wieder ausgegliedert 1990)
- Ragow
- Rotberg
- Schenkendorf mit Ortsteil Krummensee (seit 1965)
- Schönefeld
- Schulzendorf bei Eichwalde mit den Ortsteilen Neuschulzendorf und Vorberg
- Schwerin
- Selchow
- Senzig mit Wohnplatz Bindowbrück
- Streganz mit Ortsteil Klein Eichholz
- Teupitz mit den Ortsteilen Neuendorf (seit 1970), Tornow (1974) und Egsdorf (seit 1974)
  - Teurow (1974 nach Halbe eingemeindet)
- Töpchin mit Ortsteil Sputenberge (seit 1950)
  - Tornow mit Ortsteil Hohe Mühle (1974 nach Teupitz eingemeindet)
- Waltersdorf mit den Ortsteilen Kienberg (1957 Wohnplatz, 1970 Ortsteil) und Vorwerk
- Waßmannsdorf
- Wildau mit Ortsteil Hoherlehme
- Wolzig
- Zeesen mit Ortsteil Körbiskrug (1957 Wohnplatz, 1964 Ortsteil)
- Zernsdorf, seit 1965 mit den Ortsteilen Uckley und Ziegelei Kablow
- Zeuthen mit Ortsteil Wüstemark (seit 1957), Werder (1957) und Miersdorf (seit 1957)

Die größten Orte des Kreises neben der Kreisstadt Königs Wusterhausen waren die Städte Märkisch Buchholz, Mittenwalde und Teupitz sowie die Gemeinden Bestensee, Eichwalde, Friedersdorf, Groß Köris, Halbe, Motzen, Münchehofe, Niederlehme, Prieros, Ragow, Schenkendorf, Schönefeld, Senzig, Töpchin, Waltersdorf, Wildau, Zeesen, Zernsdorf und Zeuthen.

## Kfz-Kennzeichen
Den Kraftfahrzeugen (mit Ausnahme der Motorräder) und Anhängern wurden von etwa 1974 bis Ende 1990 dreibuchstabige Unterscheidungszeichen, die mit den Buchstabenpaaren DG und DH begannen, zugewiesen. Die letzte für Motorräder genutzte Kennzeichenserie war DV 60-01 bis DV 99-99.
Anfang 1991 erhielt der Landkreis das Unterscheidungszeichen KW. Es wurde bis Ende 1993 ausgegeben. Seit dem 2. Juli 2015 ist es im Landkreis Dahme-Spreewald erhältlich.